# 2 euro commemorativi emessi nel 2014
| Immagine | Paese              | Tema | Tiratura   | Emissione         | Disegnatore                      |
| --- | ------------------ | --- | ---------- | ----------------- | -------------------------------- |
| | Lussemburgo        | 175º anniversario dell'indipendenza del Lussemburgo                                                                                  | 500 000    | 6 febbraio 2014   | Alain Hoffman                    |
| Descrizione: nella parte interna destra, la moneta presenta l'effigie del granduca Henri di profilo, rivolto a destra, mentre nella parte interna sinistra figurano in posizione verticale gli anni «1839» e «2014» nonché il nome dello Stato di emissione «LËTZEBUERG». Le iscrizioni «ONOFHÄNGEGKEET» e «175 Joër» figurano sul fondo della parte interna della moneta. Sull'anello esterno della moneta figurano le 12 stelle della bandiera dell'Unione europea. |                    | |            |                   |                                  |
| | Germania           | Presidenza della Bassa Sassonia al Bundesrat: Chiesa di San Michele a Hildesheim 9ª moneta della I serie dedicata ai Länder tedeschi | 30 000 000 | 7 febbraio 2014   | Erich Ott                        |
| Descrizione: la moneta raffigura la Chiesa di San Michele a Hildesheim, edificio rappresentativo dell'architettura ottoniana nella Bassa Sassonia che dal 1985 fa parte dell'elenco dei patrimoni dell'umanità dell'UNESCO, insieme alla Cattedrale di Hildesheim. In alto, spostato a sinistra, compare l'anno di emissione «2014»; in basso la scritta che identifica il Land (NIEDERSACHSEN) e, a sinistra, il marchio della zecca. Sull'anello esterno della moneta figurano le 12 stelle della bandiera dell'Unione europea. |                    | |            |                   |                                  |
| | Spagna             | Parco Güell 5ª moneta della serie dedicata ai siti spagnoli Patrimonio dell'umanità UNESCO                                           | 4 000 000  | 17 marzo 2014     | Alfonso Morales Muñoz            |
| Descrizione: la moneta raffigura in primo piano la scultura di una lucertola, emblema del Parc Güell, progettata dall'architetto Antoni Gaudí. Sullo sfondo compare un dettaglio di uno dei padiglioni situati all'entrata del Parc Güell. In alto, in senso circolare e in stampatello, figurano la diciture «ESPAÑA» e «PARK GÜELL - GAUDÍ». A sinistra l'anno di emissione «2014» e a destra il marchio della zecca. Sull'anello esterno della moneta figurano le 12 stelle della bandiera dell'Unione europea. |                    | |            |                   |                                  |
| | Slovacchia         | 10º anniversario dell'ingresso della Slovacchia nell'Unione europea                                                                  | 1 000 000  | 1º aprile 2014    | Mária Poldaufová                 |
| Descrizione: al centro della faccia nazionale compaiono i caratteri stilizzati «EÚ», abbreviazione di «Unione europea», con lo stemma della Repubblica slovacca in primo piano. Sul lato destro della parte interna della moneta, in due linee, figura la data di adesione della Repubblica slovacca all'Unione europea, «1.5.2004», e, immediatamente al di sotto, l'anno «2014». Lungo il bordo inferiore della parte interna è inciso il nome del paese di emissione, «SLOVENSKO», e lungo il bordo superiore, a semicerchio, compare la scritta «10. VÝROČIE VSTUPU DO EURÓPSKEJ ÚNIE». Sul lato inferiore sinistro figura il marchio della zecca Kremnica (composto dalle lettere «MK» tra due dadi) e sul lato inferiore sinistro compaiono le lettere stilizzate «MP», iniziali dell'autrice del disegno Mária Poldaufová. Sull'anello esterno della moneta figurano le 12 stelle della bandiera dell'Unione europea. |                    | |            |                   |                                  |
| | Portogallo         | 40º anniversario della Rivoluzione dei garofani                                                                                      | 500 000    | 23 aprile 2014    | José Teixeira                    |
| Descrizione: le due linee curve rappresentano la forma del garofano, il fiore simbolo del movimento da cui trae origine anche il nome della rivoluzione. Il nome del paese di emissione «PORTUGAL» e lo stemma nazionale sono raffigurati in alto. Al centro dell'immagine appare la data dell'evento storico, «25 DE ABRIL» (25 aprile), mentre in basso sono specificati gli anni trascorsi dalla rivoluzione, ossia «40 ANOS» (40 anni) e l'anno di emissione «2014». Per simboleggiare il periodo di euforia post-rivoluzione, la forma delle lettere e dei numeri è ispirata a quella dei manifesti e di altre pubblicazioni di natura politica di 40 anni fa. Sull'anello esterno della moneta figurano le 12 stelle della bandiera dell'Unione europea. |                    | |            |                   |                                  |
| | Belgio             | 100º anniversario dell'inizio della prima guerra mondiale                                                                            | 1 750 000  | 12 maggio 2014    | Luc Luycx                        |
| Descrizione: la parte interna del disegno rappresenta un papavero che sovrasta la scritta 2014 - 18. Sotto tali cifre figura l'iscrizione «The Great War Centenary» e sotto di essa compaiono il marchio del presidente della zecca e il marchio della zecca di Bruxelles, una testa con elmo dell'arcangelo Michele. Al centro in alto la moneta reca l'indicazione trilingue «BELGIE — BELGIQUE — BELGIEN». Sull'anello esterno della moneta figurano le 12 stelle della bandiera dell'Unione europea. |                    | |            |                   |                                  |
| | Paesi Bassi        | Re Guglielmo Alessandro dei Paesi Bassi e la principessa Beatrice                                                                    | 5 000 000  | 22 maggio 2014    | Pannos Goutzemisis               |
| Descrizione: nella parte interna della moneta sono raffigurate le effigi del Re Guglielmo-Alessandro e della ex Regina Beatrice. A sinistra, in semicerchio, figura l'iscrizione «WILLEM-ALEXANDER KONING DER NEDERLANDEN» e a destra, in semicerchio, l'iscrizione «BEATRIX PRINSES DER NEDERLANDEN». Tra le due iscrizioni, in alto figura il simbolo della corona e in basso, tra il marchio del direttore della zecca e il marchio della zecca, figura l'anno di emissione «2014». Sull'anello esterno della moneta figurano le 12 stelle della bandiera dell'Unione europea. |                    | |            |                   |                                  |
| | Francia            | 70º anniversario del D-Day | 3 000 000  | 6 giugno 2014     | Yves Sampo                       |
| Descrizione: sul fronte della moneta, la scritta «D-DAY» simboleggia sia un mezzo da sbarco sia il cannone di un carro armato. Sopra il cannone del carro armato sono riportate le date 1944-2014 e la dicitura «70º anniversario dello sbarco». Le impronte molto particolari degli scarponi indossati dagli eserciti statunitense, britannico e canadese scompaiono a poco a poco, cancellate da un'onda. Sull'onda sono incisi i versi di Verlaine che sono stati utilizzati come codice per l'inizio dello sbarco: «I lunghi singhiozzi dei violini d'autunno mi feriscono il cuore con un languore monotono». Sull'anello esterno della moneta figurano le 12 stelle della bandiera dell'Unione europea. |                    | |            |                   |                                  |
| | Finlandia          | 100º anniversario della nascita di Tove Jansson                                                                                      | 1 500 000  | 16 giugno 2014    | Jari Lepistö                     |
| Descrizione: al centro è raffigurato il ritratto di Tove Jansson. Sotto il ritratto figurano la firma «Tove Jansson» e le date «1914-2001». A sinistra è indicato il paese di emissione «FI» e a destra la data di emissione «2014» e il marchio della zecca. Sull'anello esterno della moneta figurano le 12 stelle della bandiera dell'Unione europea. |                    | |            |                   |                                  |
| | San Marino         | 500º anniversario della scomparsa di Bramante                                                                                        | 114 000    | 23 giugno 2014    | Maria Carmela Colaneri           |
| Descrizione: sulla moneta compare il ritratto di Bramante e una parte del «Tempietto», una piccola costruzione di natura commemorativa costruita da Donato Bramante su un progetto del 1502, situata in un cortile del convento di San Pietro in Montorio a Roma e considerata un capolavoro dell'architettura rinascimentale italiana. La scritta «BRAMANTE LAZZARI DELLE PENNE DI SAN MARINO» circonda quasi completamente il disegno. Sul lato sinistro e destro compaiono rispettivamente le scritte «1514» e «2014». In basso figurano le iniziali dell'artista Maria Carmela Colaneri (MCC) e il marchio della zecca. Sull'anello esterno della moneta figurano le 12 stelle della bandiera dell'Unione europea. |                    | |            |                   |                                  |
| | Italia             | 200º anniversario della fondazione dell'Arma dei Carabinieri                                                                         | 6 500 000  | 27 giugno 2014    | Luciana De Simoni                |
| Descrizione: reinterpretazione della scultura “Pattuglia di Carabinieri nella tormenta”, opera realizzata da Antonio Berti nel 1973; nel giro, in basso, la scritta «CARABINIERI», a sinistra, l'anno di fondazione «1814», a destra acronimo della Repubblica italiana «RI» e l'anno di emissione «2014»; in basso, «LDS», iniziali del nome dell'autrice Luciana De Simoni; in alto, la lettera «R» marchio della Zecca di Roma. Sull'anello esterno della moneta figurano le 12 stelle della bandiera dell'Unione europea. |                    | |            |                   |                                  |
| | Malta              | 200º anniversario del Malta Police Force                                                                                             | 300 000    | 16 luglio 2014    | Noel Galea Bason                 |
| Descrizione: la moneta commemora il 200º anniversario della costituzione del Corpo di polizia di Malta, avvenuta mediante la proclamazione XXII del 1814. Si tratta dunque di uno dei corpi di polizia più antichi d'Europa. La faccia nazionale della moneta riproduce il distintivo del Corpo di polizia maltese con la scritta «200 anni — Corpo di Polizia di Malta» e le date 1814-2014. Sull'anello esterno della moneta figurano le 12 stelle della bandiera dell'Unione europea. |                    | |            |                   |                                  |
| | Lettonia           | Riga, capitale europea della cultura                                                                                                 | 1 000 000  | 12 agosto 2014    | Henrihs Vorkals, Jānis Strupulis |
| Descrizione: nella parte centrale della moneta sono raffigurati un panorama del centro storico di Riga, inclusa nell'elenco dei siti dichiarati patrimonio mondiale dell'UNESCO. In cima all'immagine appare l'iscrizione «EIROPAS KULTURAS GALVASPILSETA» (capitale europea della cultura), in basso figurano il nome della città insignita di questo riconoscimento e l'anno di emissione «RIGA — 2014», mentre sotto questa scritta appare il nome dello Stato di emissione «LV». Sull'anello esterno della moneta figurano le 12 stelle della bandiera dell'Unione europea. |                    | |            |                   |                                  |
| | Belgio             | 150º anniversario della Croce Rossa belga                                                                                            | 287 500    | 18 settembre 2014 | Luc Luycx                        |
| Descrizione: nella parte interna della moneta è raffigurata una croce con al centro il numero «150». La croce reca le iscrizioni «Rode Kruis», in verticale, e «Croix-Rouge», sul braccio orizzontale. Circondano la croce il marchio della zecca di Bruxelles, la testa elmata dell'arcangelo Michele, il marchio del presidente della zecca, l'anno 2014 e la sigla del paese di emissione «BE». Sull'anello esterno della moneta figurano le 12 stelle della bandiera dell'Unione europea. |                    | |            |                   |                                  |
| | Grecia             | 400º anniversario della scomparsa di El Greco                                                                                        | 750 000    | 24 settembre 2014 | Georgios Stamatopoulos           |
| Descrizione: nella parte interna della moneta è raffigurato un ritratto di Domenikos Theotokopoulos («El Greco»). In secondo piano è rappresentata una figura esemplificativa dell'opera e della tecnica del pittore; sulla sinistra, l'anno 2014 e la firma caratteristica dell'artista (Domenikos Theotokopoulos Epoiei); sulla destra, il marchio della Zecca di Stato greca. Racchiudono il disegno l'iscrizione in greco «ΔΟΜΗΝΙΚΟΣ ΘΕΟΤΟΚΟΠΟΥΛΟΣ 1541-1614» e il nome del paese di emissione «ΕΛΛΗΝΙΚΗ ΔΗΜΟΚΡΑΤΙΑ». Sull'anello esterno della moneta figurano le 12 stelle della bandiera dell'Unione europea. |                    | |            |                   |                                  |
| | Grecia             | 150º anniversario dell'annessione delle Isole Ionie alla Grecia                                                                      | 750 000    | 24 settembre 2014 | Maria Antonatou                  |
| Descrizione: nella parte interna della moneta è raffigurata una stella a sette punte recante in greco l'iscrizione «150 ΧΡΟΝΙΑ ΑΠΟ ΤΗΝ ΕΝΩΣΗ ΤΩΝ ΕΠΤΑΝΗΣΩΝ ΜΕ ΤΗΝ ΕΛΛΑΔΑ 1864-2014» (150 ANNI DI UNIONE TRA LE ISOLE IONIE (EPTÀNISA) E LA GRECIA 1864-2014), il nome del paese di emissione «ΕΛΛΗΝΙΚΗ ΔΗΜΟΚΡΑΤΙΑ» e il marchio della Zecca di Stato greca. Gli stemmi delle Isole Ionie occupano gli spazi esterni tra una punta e l'altra della stella. Racchiude il disegno una cornice con motivo a onda stilizzata. Sull'anello esterno della moneta figurano le 12 stelle della bandiera dell'Unione europea. |                    | |            |                   |                                  |
| | San Marino         | 90º anniversario della scomparsa di Giacomo Puccini                                                                                  | 100 000    | 29 settembre 2014 | Uliana Pernazza                  |
| Descrizione: sulla moneta compare il ritratto del compositore Giacomo Puccini. Sulla destra del semicerchio figura la denominazione del paese che ha coniato la moneta, «SAN MARINO», e sulla sinistra la scritta «G. PUCCINI» e il marchio della zecca. In basso è riportato l'anno «2014». Sull'anello esterno della moneta figurano le 12 stelle della bandiera dell'Unione europea. |                    | |            |                   |                                  |
| | Città del Vaticano | 25º anniversario della caduta del Muro di Berlino                                                                                    | 103 000    | 14 ottobre 2014   | Gabriella Titotto                |
| Descrizione: il disegno raffigura in primo piano alcuni mattoni del Muro di Berlino, parzialmente crollato, sui quali vi è la scritta «XXV ANNIVERSARIO DEL CROLLO DEL MURO DI BERLINO 1989 2014». Al centro, in un varco tra i mattoni e un pezzo di filo spinato, compare un ramoscello di ulivo e, sullo sfondo, la Porta di Brandeburgo. In alto la scritta «CITTÀ DEL VATICANO». Sull’anello esterno della moneta figurano le 12 stelle della bandiera dell’Unione europea. |                    | |            |                   |                                  |
| | Malta              | 50º anniversario dell'indipendenza di Malta 4ª moneta della serie dedicata alla storia costituzionale                                | 400 000    | 29 ottobre 2014   | Ganni Bonnici                    |
| Descrizione: la moneta commemorativa della Costituzione d'indipendenza di Malta è la quarta di una serie di cinque monete che ricordano importanti tappe costituzionali della storia maltese. Con la Costituzione del 1964, Malta è divenuta una nazione indipendente per la prima volta dopo secoli di dominazione straniera. Il lato nazionale della moneta rappresenta un dettaglio del monumento in bronzo che commemora l'indipendenza, opera del 1989 dell'artista Gianni Bonnici. La giovane donna ivi raffigurata rappresenta Malta e sventola la bandiera maltese. A destra, in un semicerchio, è riportata l'iscrizione «Malta – Indipendenza 1964» e in basso l'anno di emissione «2014». Sull'anello esterno della moneta figurano le 12 stelle della bandiera dell'Unione europea. |                    | |            |                   |                                  |
| | Portogallo         | Anno Internazionale dell'agricoltura famigliare                                                                                      | 500 000    | 31 ottobre 2014   | Helder Batista                   |
| Descrizione: nella parte centrale del disegno appaiono attrezzi di uso comune nell'agricoltura tradizionale e prodotti agricoli: nel centro figura una gallina, accanto a cui figurano delle zucche, un cesto di patate, nonché altre verdure e fiori. Sulla sinistra, in semicerchio, appare l'oggetto della commemorazione «AGRICULTURA FAMILIAR» (agricoltura familiare), mentre sulla destra, in semicerchio, è specificato il nome dello Stato di emissione «PORTUGAL» seguito dall'anno di emissione «2014». In basso è raffigurato il marchio della zecca «INCM». Sull'anello esterno della moneta figurano le 12 stelle della bandiera dell'Unione europea. |                    | |            |                   |                                  |
| | Lussemburgo        | 50º anniversario dell'ascesa al trono del granduca Giovanni                                                                          | 500 000    | 6 novembre 2014   | Alain Hoffmann                   |
| Descrizione: nella parte interna della moneta sono raffigurate le effigi del granduca Henri e del granduca Jean, il volto di entrambi rivolto a sinistra. In alto figurano una corona e, sopra l'effigie del granduca Jean, l'anno «1964». In basso figurano i nomi «Jean» e «Henri» sotto la rispettiva effigie e l'anno «2014». L'iscrizione «50e ANNIVERSAIRE DE L'ACCESSION AU TRÔNE DU GRAND-DUC JEAN» racchiude a cerchio la parte interna superiore della moneta. Sull'anello esterno della moneta figurano le 12 stelle della bandiera dell'Unione europea. |                    | |            |                   |                                  |
| | Finlandia          | 100º anniversario della nascita di Ilmari Tapiovaara                                                                                 | 1 000 000  | 10 novembre 2014  | Harri Koskinen                   |
| Descrizione: nello spazio interno della moneta, sulla sinistra è iscritto il nome di Ilmari Tapiovaara seguito dall'anno di nascita e di morte; sulla destra è raffigurato un dettaglio caratteristico dei mobili disegnati da Ilmari Tapiovaara, all'interno del quale è indicato il paese di emissione «FI» corredato del marchio della zecca e dell'anno di emissione «2014». Sull'anello esterno della moneta figurano le 12 stelle della bandiera dell'Unione europea. |                    | |            |                   |                                  |
| | Slovenia           | 600º anniversario dell'incoronazione di Barbara di Cilli                                                                             | 1 000 000  | 17 novembre 2014  | Studiobotas                      |
| Descrizione: l'immagine centrale della moneta, con un motivo a righe, è il ritratto della regina Barbara di Celje, raffigurata con lo scettro. Sopra l'immagine compaiono tre stelle a sei punte, simbolo dei conti di Celje. Sulla sinistra vi è l'iscrizione «SLOVENIJA» e sulla destra l'iscrizione «BARBARA CELJSKA» e gli anni «1414-2014». Sull'anello esterno della moneta figurano le 12 stelle della bandiera dell'Unione europea. |                    | |            |                   |                                  |
| | Italia             | 450º anniversario della nascita di Galileo Galilei                                                                                   | 6 500 000  | 21 novembre 2014  | Claudia Momoni                   |
| Descrizione: ritratto di Galileo Galilei tratto dal dipinto di Justus Sustermans, 1636, conservato nella Galleria degli Uffizi in Firenze; in alto, a semicerchio, la scritta «GALILEO GALILEI»; nel campo di destra, cannocchiale con lente obiettiva di Galileo Galilei, esposto nel Museo Galileo di Firenze, la lettera «R» e le iniziali del nome dell'autore Claudia Momoni, «c.m.»; nel campo di sinistra, «RI» acronimo di Repubblica italiana; in esergo, le date «1564 - 2014», rispettivamente anno di nascita e di emissione. Sull'anello esterno della moneta figurano le 12 stelle della bandiera dell'Unione europea. |                    | |            |                   |                                  |
| | Francia            | Giornata mondiale contro l'AIDS | 3 000 000  | 24 novembre 2014  | ?                                |
| Descrizione: il nastro rosso, simbolo della lotta contro l'AIDS, figura sulla faccia nazionale della moneta. Creato su iniziativa del Visual Aids Artist Caucus e del pittore statunitense Franck Moore, il nastro rosso, che si porta vicino al cuore per simboleggiare la solidarietà con i malati, ha la forma di una V rovesciata. L'aspirazione è poter portare un giorno la V nella posizione corretta, a indicare la vittoria contro la malattia. Sulla faccia figurano tre nastri, di cui uno è nella posizione convenzionale e colorato di rosso nelle versioni BU e PROOF. Gli altri due nastri rovesciati, associati a due V, sottolineano l'auspicio della vittoria. In alto è indicata la data del 1º dicembre, Giornata mondiale di lotta contro l'AIDS dell'UNESCO. Sull'anello esterno della moneta figurano le 12 stelle della bandiera dell'Unione europea.                                                |                    | |            |                   |                                  |
| | Spagna             | Abdicazione di Re Juan Carlos I e Proclamazione di Re Filippo VI                                                                     | 8 100 000  | 15 dicembre 2014  | Alfonso Morales Muñoz            |
| Descrizione: il disegno raffigura i ritratti sovrapposti dei re Felipe VI e Juan Carlos I. In basso figurano il nome del paese di emissione e l'anno di emissione («ESPAÑA — 2014»), a destra il marchio della zecca. Sull'anello esterno della moneta figurano le 12 stelle della bandiera dell'Unione europea. |                    | |            |                   |                                  |
| | Andorra            | 20º anniversario dell'ingresso di Andorra nel Consiglio d'Europa                                                                     | 105 000    | 29 febbraio 2016  | Orietta Rossi                    |
| Descrizione: il disegno centrale raffigura, a sinistra, lo stemma araldico di Andorra seguito dall’iscrizione «20» in cui lo zero è stilizzato in modo da rappresentare la bandiera del Consiglio d’Europa. In alto appare la leggenda «ANDORRA» e, sotto, «AL CONSELL D’EUROPA». L’anno «2014» figura in basso a sinistra, seguito da una linea obliqua. Sull’anello esterno della moneta figurano le 12 stelle della bandiera dell’Unione europea. |                    | |            |                   |                                  |